# Lingue tedesche centrali orientali
Le lingue tedesche centrali orientali (Ostmitteldeutsch) costituiscono un gruppo dialettale della lingua tedesca, parlato in Germania orientale (ex-Repubblica Democratica Tedesca).

## Suddivisione
Ne esistono sei varianti fondamentali:
- Dialetto alto prussiano (Hochpreußisch), parlato nella Prussia Orientale (attuale voivodato della Varmia-Masuria, in Polonia);
- Lingua alto-sassone (Obersächsisch), parlata in Sassonia, Sassonia-Anhalt, Brandeburgo e Bassa Sassonia;
  - Nordobersächsisch-südmärkisch
    - Nordobersächsisch
    - Südmärkisch
- Lingua tedesca slesiana (Schlesisch), parlato in Slesia (in Polonia e in piccola parte in Sassonia);
- Dialetto turingio (Thüringisch), parlato in Turingia, Sassonia, Sassonia-Anhalt sudoccidentale e Assia;
- Lingua vilamoviana (Wymysiöeryś), parlata a Wilamowice (in Polonia);

### Alto sassone
L'Obersächsisch è parlato nelle regioni tedesche di Sassonia, Sassonia-Anhalt, Brandeburgo e Bassa Sassonia.
Fu la lingua natale di Martin Lutero, che in esso tradusse la Bibbia nel 1534 dando inizio alla riforma protestante: per certi versi, il ruolo svolto dall'Obersächsisch è paragonabile quello del dialetto fiorentino in Italia ai tempi delle prime opere tradotte in lingua volgare.

### Vilamoviano
Il Wymysorys è un dialetto parlato esclusivamente a Wilamowice (Wymysau), che unisce elementi di olandese, basso sassone, tedesco centrale orientale, polacco ed inglese.
È parlato ormai solo da circa cento persone, quasi esclusivamente polacchi.